# Kitchen
Kitchen è il primo romanzo scritto dall'autrice giapponese Banana Yoshimoto nel 1988 e tradotto in italiano in prima traduzione mondiale nel 1991.
Il romanzo è diviso in due parti, Kitchen e Plenilunio (Kitchen 2). Il titolo del romanzo deriva dall'ossessione della protagonista per la cucina. Il romanzo tratta della perdita della famiglia, e della possibilità di ricostruirsene una, scegliendola. Ma non si pensi alla famiglia tradizionale: Mikage (la protagonista) sceglie di vivere in una famiglia dove la madre è in realtà il padre.

Molte edizioni includono anche il racconto Moonlight Shadow. Questo racconto, tesi di laurea dell'autrice, con cui ha vinto il premio di facoltà della Università del Giappone (Nihon Daigaku), mescola la storia di un amore perso con la fantascienza in pieno stile manga.
Il romanzo ha riscosso un grande successo grazie soprattutto allo stile giovanile e fresco di Yoshimoto, ispirato ai manga (più precisamente allo shōjo manga).

## Trama
La protagonista, Mikage Sakurai, perde l'ultima persona che ha al mondo, la nonna; allora si rifugia nel cuore della casa, la cucina, dove vegeta senza nutrirsi. Quando un suo compagno di scuola e sua madre la invitano a stare nella loro bella casa, dimostra ancora la sua passione per la cucina che rappresenta per lei il luogo dove si prepara il cibo, risorsa basilare della vita, e ci si riunisce per consumarlo. Questa stanza bella e funzionale rispecchia la serenità delle persone che la abitano. Così riprende a mangiare e a vivere.
Yoshimoto tocca diversi temi: la solitudine, il cibo come risorsa e arte, la transessualità e la morte, quello che è a lei più caro. L'autrice condisce la storia con quello stile lucido e triste e quella sensibilità che rendono ogni suo libro unico.
Brani tratti dal libro
- «Non c'è posto al mondo che io ami più della cucina. Non importa dove si trova, com'è fatta: purché sia una cucina, un posto dove si fa da mangiare, io sto bene. Se possibile le preferisco funzionali e vissute. Magari con tantissimi strofinacci asciutti e puliti e le piastrelle bianche che scintillano».
- «Quella era una mamma? Ero allibita e non riuscivo a staccare gli occhi da lei. I capelli lucidi le arrivavano alle spalle, la luce profonda degli occhi a mandorla, la forma perfetta delle labbra, il profilo deciso e la luminosità vibrante che irradiava da tutto il suo essere… non sembrava umana».
- «Non avevo al mondo nessuno del mio sangue, potevo andare in qualunque posto, fare qualunque cosa. Provai una sorta di vertigine. Stavo toccando con mano e vedendo con i miei occhi, per la prima volta, quanto fosse immenso il mondo e profonda l'oscurità e l'infinito fascino e solitudine di tutto ciò».
- «Vorrei essere felice. Più della fatica di continuare a scavare nel fondo del fiume, mi attira il pugno di sabbia dorata che ho trovato».

## Edizioni
- Banana Yoshimoto, Kitchen, traduzione di Giorgio Amitrano, collana I Canguri, Feltrinelli, 1991,  p. 152, ISBN 978-88-07-70014-9.
- Banana Yoshimoto, Kitchen, traduzione di Giorgio Amitrano, collana Universale economica Feltrinelli, Feltrinelli, 1993,  p. 148, ISBN 88-07-81243-6.